# Diego Oliveira (cầu thủ bóng đá, sinh 1990)
Diego Queiróz de Oliveira, còn được biết với tên Diego Oliveira (phát âm tiếng Bồ Đào Nha: [ˈdʒjeɡu oliˈvejɾɐ]; sinh ngày 22 tháng 6 năm 1990) là một cầu thủ bóng đá người Brasil thi đấu cho FC Tokyo.

## Sự nghiệp
Anh từng thi đấu cho Paraná, đội bóng Qatar Al-Mesaimeer, Noroeste và đội bóng Hàn Quốc Suwon Bluewings. Ngày 22 tháng 4 năm 2015, Diego ký hợp đồng với đội bóng Brasil Ponte Preta.

## Thống kê câu lạc bộ
Cập nhật đến ngày 23 tháng 2 năm 2017.
| Thành tích câu lạc bộ | Thành tích câu lạc bộ | Thành tích câu lạc bộ | Giải vô địch | Giải vô địch | Cúp                   | Cúp                   | Cúp Liên đoàn         | Cúp Liên đoàn         | Tổng cộng | Tổng cộng |
| Mùa giải              | Câu lạc bộ            | Giải vô địch          | Số trận      | Bàn thắng    | Số trận               | Bàn thắng             | Số trận               | Bàn thắng             | Số trận   | Bàn thắng |
| Nhật Bản              | Nhật Bản              | Nhật Bản              | Giải vô địch | Giải vô địch | Cúp Hoàng đế Nhật Bản | Cúp Hoàng đế Nhật Bản | Cúp Hoàng đế Nhật Bản | Cúp Hoàng đế Nhật Bản | Tổng cộng | Tổng cộng |
| --------------------- | --------------------- | --------------------- | ------------ | ------------ | --------------------- | --------------------- | --------------------- | --------------------- | --------- | --------- |
| 2016                  | Kashiwa Reysol        | J1 League             | 30           | 12           | 1                     | 0                     | 3                     | 2                     | 34        | 14        |
| Tổng                  | Tổng                  | Tổng                  | 30           | 12           | 1                     | 0                     | 3                     | 2                     | 34        | 14        |